# 1379
| [ Edytuj tabelę ]                          |                                                                   |
| Król Polski                                | - 1370 Ludwik Węgierski 1382                                      |
| Współksiążęta Andory                       | - 1370 Berenguer d'Erill i de Pallars 1387 - 1343 Gaston III 1391 |
| Król Anglii                                | - 1377 Ryszard II 1399                                            |
| Król Aragonii i Walencji, hrabia Barcelony | - 1336 Piotr IV Aragoński 1387                                    |
| Władca Azteków                             | - 1376 Acamapichtli 1395                                          |
| Elektor Brandenburgii                      | - 1378 Zygmunt Luksemburski 1388                                  |
| Książę Bawarii-Ingolstadt                  | - 1375 Stefan III 1413                                            |
| Książę Bawarii-Landshut                    | - 1375 Fryderyk 1393                                              |
| Książę Bawarii-Monachium                   | - 1375 Jan II 1397                                                |
| Książę Burgundii                           | - 1364 Filip II Śmiały 1404                                       |
| Cesarz Bizancjum                           | - 1376 Andronik IV Paleolog 1379 - 1379 Jan V Paleolog 1390       |
| Car Bułgarii                               | - 1371 Iwan Szyszman 1393 - 1356 Iwan Stracimir 1396              |
| Cesarz Chin                                | - 1368 Hongwu 1398                                                |
| Król Cypru                                 | - 1369 Piotr II 1382                                              |
| Król Czech                                 | - 1378 Wacław IV Luksemburski 1419                                |
| Król Danii                                 | - 1376 Olaf Haakonsson 1387                                       |
| Władca Egiptu                              | - 1377 Al-Mansur Ali 1381                                         |
| Cesarz Etiopii                             | - 1372 Nyuaje Marjam 1382                                         |
| Król Francji                               | - 1364 Karol V Mądry 1380                                         |
| Król Gruzji                                | - 1360 Bagrat V Wielki 1393                                       |
| Hrabia Holandii                            | - 1358 Albert 1404                                                |
| Cesarz Japonii                             | - 1368 Chōkei 1383                                                |
| Kalif                                      | - 1362 Al-Mutawakkil I 1383                                       |
| Król Kastylii i Leónu                      | - 1369 Henryk II 1379 - 1379 Jan I 1390                           |
| Patriarcha Konstantynopola                 | - 1376 Makary 1379 - 1379 Nil Kerameus 1388                       |
| Władca Korei                               | - 1374 U 1388                                                     |
| Wielki książę litewski                     | - 1377 Jagiełło 1381                                              |
| Cesarz Majapahitu                          | - 1350 Hajam Wuruk 1389                                           |
| Sułtan Maroka                              | - 1372 Abu al-Abbas Ahmad 1384                                    |
| Książę Mediolanu                           | - 1354 Bernabò 1385 - 1378 Giovanni Galeazzo 1402                 |
| Wielki książę moskiewski                   | - 1359 Dymitr Doński 1389                                         |
| Król Nawarry                               | - 1349 Karol II Zły 1387                                          |
| Król Norwegii                              | - 1343 Haakon VI Magnusson 1380                                   |
| Elektor Palatynatu                         | - 1356 Ruprecht I 1390                                            |
| Papież awinioński                          | - 1378 Klemens VII 1394                                           |
| Papież                                     | - 1378 Urban VI 1389                                              |
| Król Portugalii                            | - 1367 Ferdynand I 1383                                           |
| Cesarz Rzymski (niemiecki)                 | - 1378 Wacław IV Luksemburski 1400                                |
| Książę Serbii                              | - 1371 Łazarz I Hrebeljanović 1389                                |
| Elektor Saksonii                           | - 1370 Wacław 1388                                                |
| Król Szkocji                               | - 1371 Robert II 1390                                             |
| Król Szwecji                               | - 1364 Albrecht Meklemburski 1389                                 |
| Król Tajlandii                             | - 1370 Pha Ngua 1388                                              |
| Sułtan Turków                              | - 1360 Murad I 1389                                               |
| Doża Wenecji                               | - 1367 Andrea Contarini 1382                                      |
| Król Węgier                                | - 1342 Ludwik Andegaweński 1382                                   |
| Wielki mistrz zakonu krzyżackiego          | - 1351 Winrich von Kniprode 1382                                  |

Rok 1379 / MCCCLXXIX
stulecia: XIII wiek ~
XIV wiek ~
XV wiek

lata: 1369 «
1374 «
1375 «
1376 «
1377 «
1378 «
1379
» 1380
» 1381
» 1382
» 1383
» 1384
» 1389

## Wydarzenia na świecie
- 7 maja – w bitwie morskiej pod Pulą flota genueńska pokonała wenecjańską.
- Krzyżacy przeprowadzili rejzę na Ziemię drohicką[1].
- W Trokach Krzyżacy podpisali z Jagiełłą i Kiejstutem rozejm na 10 lat[1].

## Urodzili się
- 4 października – Henryk III Chorowity, król Kastylii i Leónu (zm. 1406).

## Zmarli
- 29 maja – Henryk II, król Kastylii i Leónu (ur. 1333)
- 15 listopada – Otto V Leniwy, margrabia Brandenburgii (ur. 1346)
- Otto III, hrabia Bentheimu, hrabia Bentheimu w latach 1344–1364